# Вандсбек (Гамбург)
Вандсбек (нім. Wandsbek) — один з 7 районів міста Гамбург, Німеччина. Вандсбек розташований на північному сході Гамбурга. Це найбільш густонаселений район Гамбурга. Станом на 31 грудня 2021 року тут проживало 444 037 осіб. Район складається з 18 міських частин (нім. Stadtteilen):
- Бергштед (нім. Bergstedt),
- Брамфельд (нім. Bramfeld),
- Дувенштед (нім. Duvenstedt),
- Айльбек (нім. Eilbek),
- Фармзен-Берне (нім. Farmsen-Berne),
- Гуммельсбюттель (нім. Hummelsbüttel),
- Єнфельд (нім. Jenfeld),
- Лемзаль-Меллінгштед (нім. Lemsahl-Mellingstedt),
- Марієнталь (нім. Marienthal),
- Поппенбюттель (нім. Poppenbüttel),
- Ральштед (нім. Rahlstedt),
- Зазель (нім. Sasel),
- Штайлсгоп (нім. Steilshoop),
- Тондорф (нім. Tonndorf),
- Фольксдорф (нім. Volksdorf),
- Вандсбек (нім. Wandsbek),
- Веллінгсбюттель (нім. Wellingsbüttel),
- Вольдорф-Ольштед (нім. Wohldorf-Ohlstedt).